# جاي فيرغسون
جاي فيرغسون (بالإنجليزية: Jay R. Ferguson)‏ (و. 1974 – م) هو ممثل، وممثل تلفزيوني، وعارض، من الولايات المتحدة الأمريكية، ولد في دالاس، تكساس.

## وصلات خارجية
- جاي فيرغسون على موقع IMDb (الإنجليزية)
- جاي فيرغسون على موقع ألو سيني (الفرنسية)
- جاي فيرغسون على موقع أول موفي (الإنجليزية)
- جاي فيرغسون على موقع قاعدة بيانات الأفلام السويدية (السويدية)
- جاي فيرغسون على موقع إن إن دي بي (الإنجليزية)
- جاي فيرغسون على موقع قاعدة بيانات الفيلم (الإنجليزية)
- جاي فيرغسون على موقع كينوبويسك (الروسية)